# Ganzenvlees
Ganzenvlees is de verzamelnaam van vlees afkomstig van gevogelte uit het geslacht Anser en Branta. Het vlees zelf kan heel anders smaken afhankelijk of het wild of tam is. Wilde ganzen hebben weinig vet aan hun vlees en zijn veel magerder. Het vlees van wild bevat dan ook meer proteïne en er wordt gesuggereerd door bepaalde jagers dat het ook een aromatischere smaak heeft dan tam vlees. De bereidingswijze van ganzen verschilt en het kan worden gestoofd, gebakken, gegrild en gekookt.

## Tradities

### Sint-Maartensgans
Van oudsher was het in verschillende Europese landen, waaronder Nederland, Oostenrijk en Duitsland een traditie om op 11 november, de naamdag van de heilige Martinus van Tours, gebraden gans te eten, de zogenaamde Sint-Maartensgans. Wanneer of waarom deze traditie ontstaan is, is niet bekend. Mogelijk bestond het gebruik al bij voorchristelijke Germaanse stammen. In volksverhalen staat opgetekend dat Sint-Maarten te bescheiden was om zich tot bisschop te laten wijden en zich daarom verstopte. Ganzen verraadden hem echter door hun gesnater. Een andere legende vertelt dat een stel ganzen onder de preek de kerk binnenliep en de preek verstoorden, en dat zij daardoor werden gevangen en opgegeten. Een aannemelijke theorie is echter dat ganzen rond november simpelweg op hun vetst waren, en daarom op dat moment het meest geschikt waren om geslacht te worden.
In de weken voorafgaand aan Sint-Maarten vonden in verschillende steden ganzenmarkten plaats, waar ganzen verhandeld werden om ze de daarop volgende weken overmatig te kunnen voeren. Eenmaal geslacht, voorspelde de kleur van het borstbeen van de Sint-Maartensgans vervolgens of er in de komende winter veel sneeuw of juist veel ijs zou volgen.
De traditie van de Sint-Maartensgans is aan het begin van de 21ste eeuw grotendeels uitgestorven.

### Kerstgans
Niet alleen met Sint-Maarten, maar ook rond kerst was het in Europa gebruikelijk om gans te eten. Na de ontdekking van Amerika werd de kalkoen echter geïntroduceerd in Europa, en verdrong deze op den duur de gans bij het kerstmaal.

### Foie gras
Foie gras, letterlijk “vette lever”, is een Franse delicatesse, op basis van de lever van ganzen of eenden. Van oudsher werden hier toulouseganzen voor gefokt, en werd de lever door middel van dwangvoeding vervolgens vetgemest. Om economische redenen stapte men in de loop der tijd echter grotendeels over van ganzen op eenden. Door tussenkomst van dierenactivisten en consumenten, die wezen op dierenleed vanwege dwangvoeding en kleine kooien, werd de productie van foie gras in Nederland verboden. De import ervan is vanwege Europese en mondiale handelsverdragen echter niet verboden.

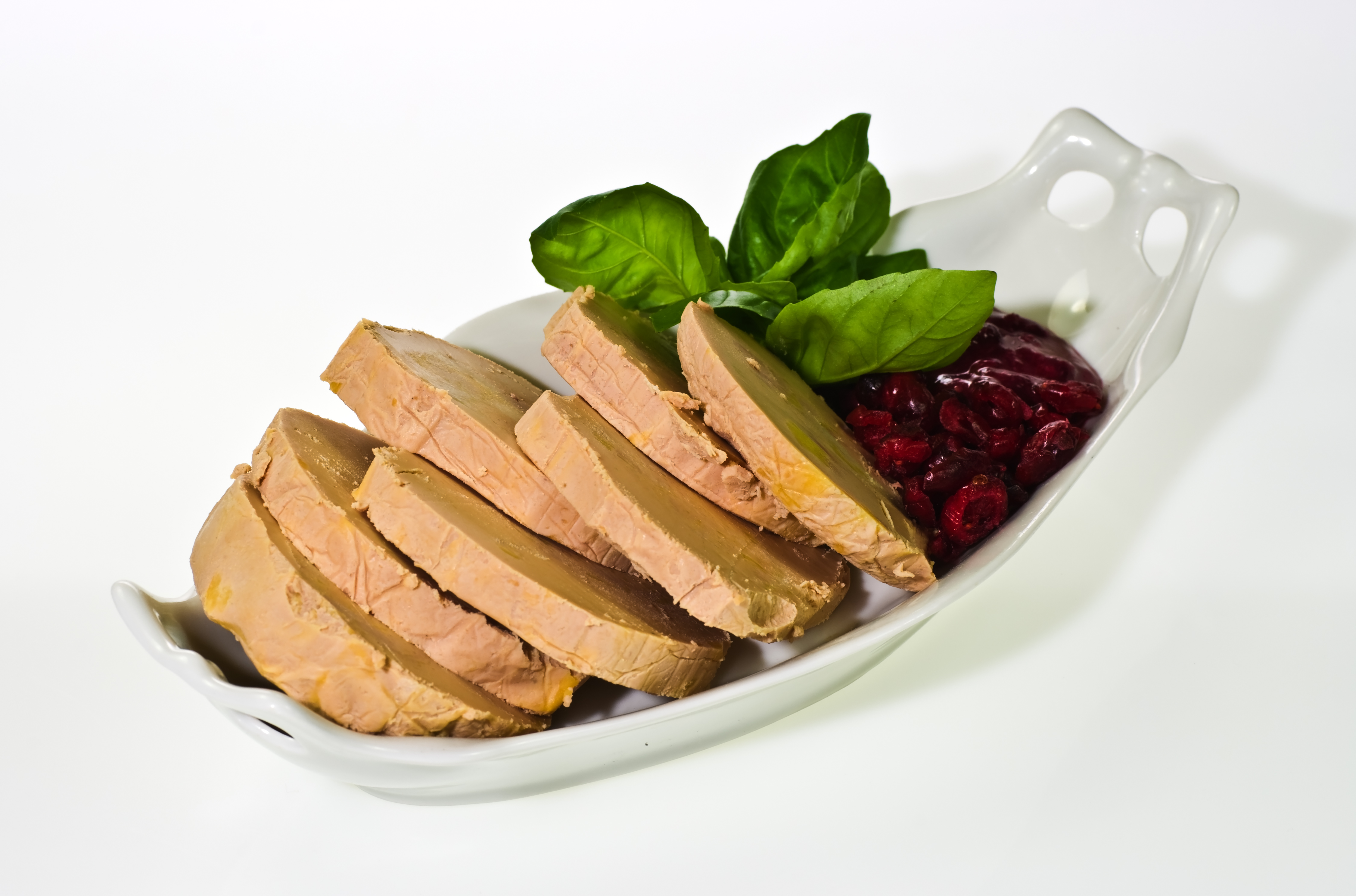
Klassieke Foie gras.

## Populariteit in Nederland
Het eten van ganzenvlees is aan het begin van de 21ste eeuw in Nederland niet erg gebruikelijk. Het vlees is meestal afkomstig van wilde ganzen, en de soort die het meest word gegeten is de grauwe gans (A. Anser). Verder is de ganzenvleesmarkt in Nederland niet erg groot.
Eeuwenlang was de gans in Nederland een belangrijke voedselbron, tot de gans in de 20ste eeuw zo intensief bejaagd werd dat het dier zeldzaam werd, een beschermende status kreeg en van het menu verdween. In de jaren 50 werd de jacht op de rotgans al gestaakt, in 1979 kregen een aantal andere soorten een beschermde status, en in 1999 werd de jacht op ganzen in zijn geheel verboden. Door deze beperkingen nam het aantal wilde ganzen sterk toe, met overlast tot gevolg. Zo eten ze onder andere ingezaaide akkers kaal, verjagen ze weidevogels en veroorzaken ze onveilige situaties rond vliegvelden. Om het aantal ganzen in toom te houden, werd het onder voorwaarden mogelijk om toch ganzen te schieten. Door de onbekendheid met ganzenvlees belanden veel van de afgeschoten ganzen in de 21ste eeuw niet op het bord, maar in de kliko, of wordt het vlees verwerkt tot hondenvoer.

## Gedomesticeerde soorten ganzenvlees
Het meeste tamme ganzenvlees komt van boerenganzen. Deze ganzen zijn gedomesticeerde grauwe ganzen die een witte kleur hebben. Deze ganzen kunnen taxonomisch gezien worden aangeduid met (Anser anser domesticus). Deze ganzen worden ook gebruikt voor hun donsveren. Het vlees van deze ganzen is vetter en heeft minder proteïne. Er zijn ook andere tamme ganzen die voor hun vlees worden gebruikt: zwaanganzen, verschillende hybrides, soepganzen en meer, die soorten hebben dezelfde kenmerken qua vlees.